# ハルモニ (映画)
『ハルモニ』は、2003年公開の日本映画 。

## 概要
2003年に公開された短編映画で、同年に東京国際ファンタスティック映画祭のデジタルショートアワード「600秒」部門の最優秀賞を受賞。内容は呉美保監督の実祖母の半生に迫った短編ドキュメンタリーである。同作品は監督が、大阪芸術大学映像学科卒業後、大林宣彦事務所PSCでスクリプターとして働いていた時に制作したものである。